# Diego de León (métro de Madrid)
Diego de León est une station des lignes 4, 5 et 6 du métro de Madrid, en Espagne.

## Situation sur le réseau
Sur la ligne 4, elle est située entre Lista au sud, en direction de Argüelles et Avenida de América au nord-ouest, en direction de Pinar de Chamartín.
Sur la ligne 5, elle est située entre Ventas à l'est, en direction de Alameda de Osuna et Núñez de Balboa à l'ouest, en direction de Casa de Campo.
Sur la ligne 6, elle est située entre Avenida de América au nord-ouest et Manuel Becerra au sud-est.
La station sur la ligne 4 est établie sous la rue du comte de Peñalver, au niveau de son intersection avec les rues Diego de León et Francisco Silvela. Elle est reliée par un long couloir à la station de la ligne 5 située sous la rue Juan Bravo, elle-même reliée à la station de la ligne 6 sous la rue Francisco Silvela. L'ensemble est situé dans l'arrondissement de Salamanca.
Elle possède deux voies et deux quais latéraux sur chaque ligne.

## Histoire
La station est ouverte le 17 septembre 1932, lors de la mise en service d'une section de la ligne 2 depuis Goya. Le 2 octobre 1958, la station est intégrée à la ligne 4 dont elle demeure le terminus jusqu'au 26 mars 1973, quand une nouvelle section de la ligne est mise en service jusqu'à Alfonso XIII.
Les quais de la ligne 5 sont ouverts aux voyageurs le 2 mars 1970, lors de la mise en service de la deuxième section de celle-ci entre Callao et Ventas. Enfin, le 11 octobre 1979, la première section de la ligne 6 est mise en service avec une station de correspondance à Diego de León.

## Services aux voyageurs

### Accès et accueil
La station possède neuf accès équipés d'escaliers et d'escaliers mécaniques, mais sans ascenseur.

### Desserte

Installations et desserte
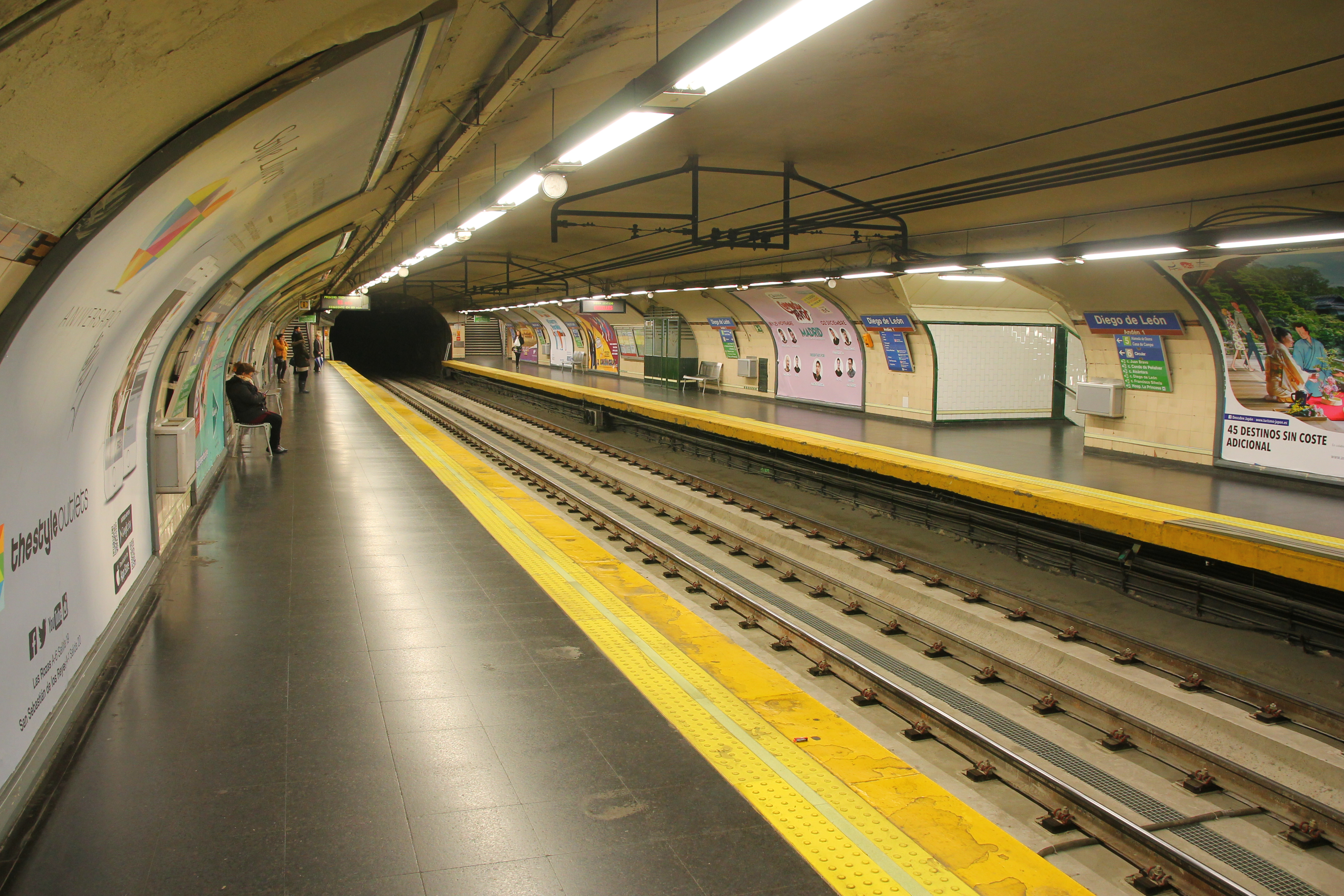
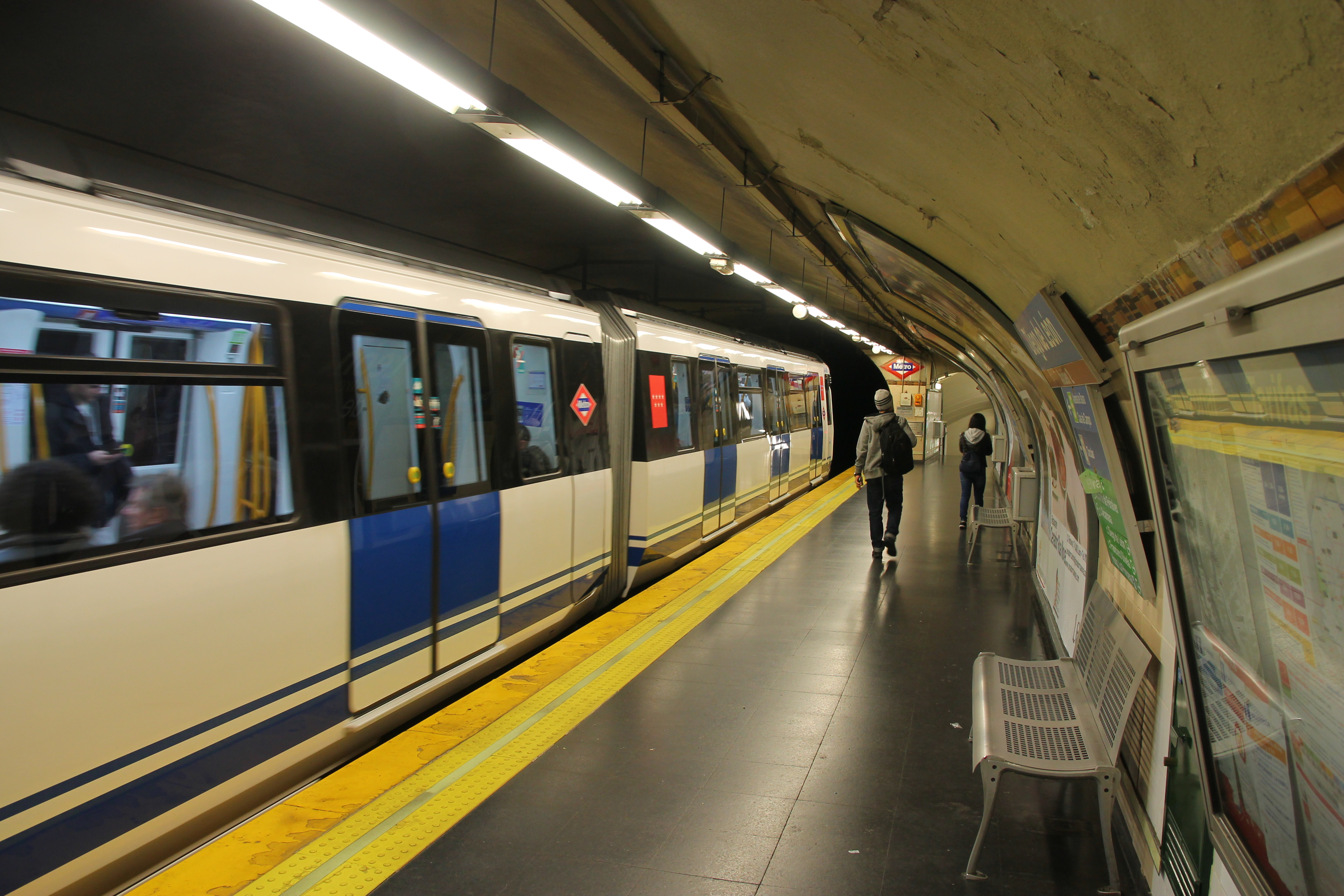
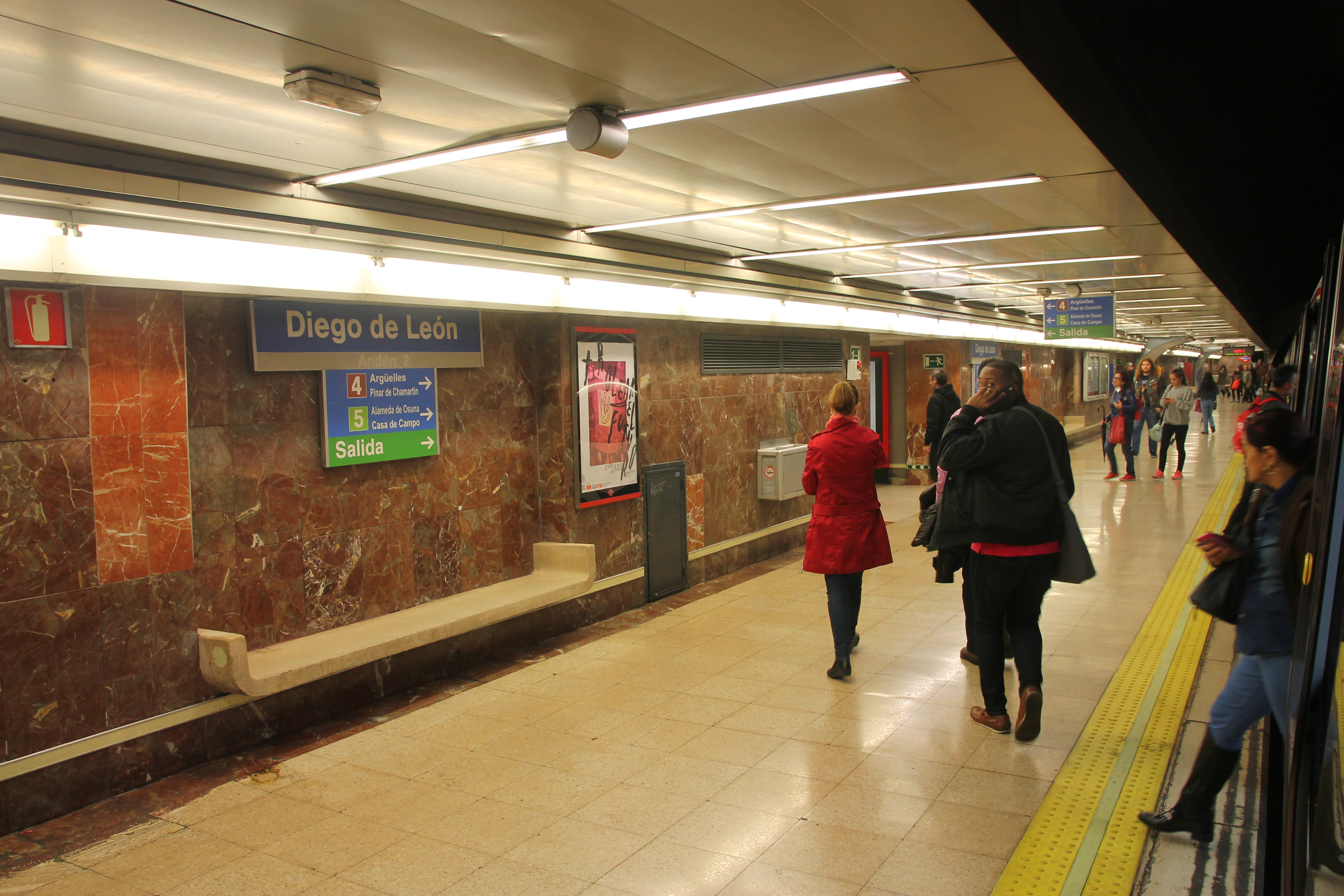

### Intermodalité
La station est en correspondance avec les lignes d'autobus n°12, 26, 43, 48, 56, 61, 72, 73, C1, C2 et N3 du réseau EMT.